# 鹿伝霖

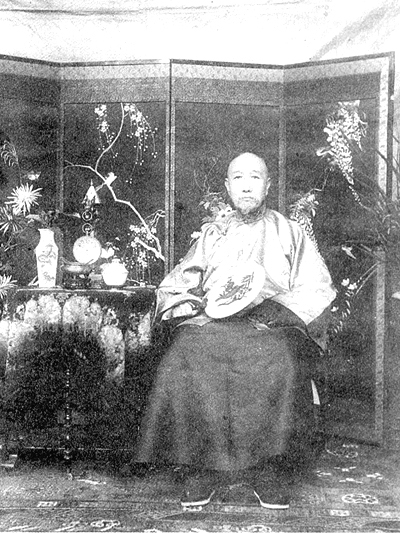
鹿伝霖

鹿 伝霖（ろく でんりん、Lù Chuánlín、1836年 - 1910年）は、清末の官僚。字は滋軒。直隷省定興県出身。
父の鹿丕宗は貴州省都勻府の知府だったが、1855年に柳天成率いる苗民の蜂起軍の包囲を受けていた。鹿伝霖は兵を集めて救援に駆け付け、10カ月間持ちこたえたが、ついに陥落して鹿丕宗は戦死した。鹿伝霖は雲貴総督に父の死を報告して、都勻奪回作戦に参加し、両親の遺骸を埋葬した。時に20歳で、このことにより彼の名は知られることになった。
挙人のときに欽差大臣勝保（シェンバオ）の軍に従って捻軍と戦い、同知となった。1862年、進士となり、庶吉士に選ばれた。後に広西省の知県となったが匪賊の討伐で、桂林知府に昇進した。1878年、廉州知府に異動となった。このとき、清の副将の李揚才が謀反を起こしてベトナムで挙兵したが、鹿伝霖はこれを鎮圧して、恵潮嘉道に昇進した。その後、福建按察使、四川按察使、四川布政使と昇進していった。
1883年に河南巡撫となり、1885年に陝西巡撫に異動した。いったん病で退くが、1889年に陝西巡撫に復帰し、日清戦争の際には西安将軍も兼ねて兵を派遣した。1895年、四川総督となった。1898年、広東巡撫となり、さらに江蘇巡撫に異動となった。
1900年に義和団の乱が発生すると、兵を集めて西安へ逃走する西太后と光緒帝を護衛した。この功で両広総督となり、さらに軍機大臣に転任した。さらに左都御史、戸部尚書となった。朝廷が北京に戻った後は、督弁政務大臣も兼ね、1905年に吏部尚書に遷った。
1908年、宣統帝が立つと、鹿伝霖は摂政王の醇親王載灃とともに西太后の遺詔を受け、太子少保、さらに太子太保となり、体仁閣大学士、東閣大学士を歴任した。死後、文端の諡号を贈られた。